# Eletrobrega
O "Eletrobrega" é um gênero musical que surgiu no final da década de 2010, no Brasil. 
O gênero é erroneamente confundido com frequência com o tecnomelody por conta do sucesso do gênero no final da década de 2000, porém ambos se diferem pela instrumentação (como o uso de sintetizadores) e pelo contexto regional, sendo o tecnobrega, um gênero do Pará, enquanto o eletrobrega um gênero Nordeste do Brasil.

## Estilo e história
A modernização da produção musical de canções do gênero brega, o uso de samplers e a ascensão de gêneros musicais urbanos periféricos (como o funk carioca e o reggaetón) possibilitaram o surgimento do eletrobrega. 
No final de 2016, a arrochadeira ganhou repercussão nacional. O sucesso desse gênero influenciou na instrumentação e sonoridade do eletrobrega. O estilo, inicialmente, foi adotado por artistas da comunidade LGBT, porém a ascensão desse artistas, como Pablo Vittar, permitiu que o gênero expandir para novos públicos.

Capa da canção "K.O.", de Pabllo Vittar.

Capa da canção "Que Tiro foi Esse", de Jojo Maronttinni.

Em 2018, Jojo Maronttinni lançou a faixa "Que Tiro Foi Esse", que apesar de focar mais no funk carioca, apresenta infuencia do eletrobrega. No mesmo ano, Pablo Vittar lançou seu segundo álbum de estúdio "Não Para Não", bastante influenciado pelo estilo

## Artistas do Movimento
- Aretuza Lovi
- Duda Beat[12]
- Mateus Carrilho
- MC Loma e as Gêmeas Lacração
- Pabllo Vittar
- Tainá Costa